# Rupt
Rupt är en kommun i departementet Haute-Marne i regionen Grand Est (tidigare regionen Champagne-Ardenne) i nordöstra Frankrike. Kommunen ligger i kantonen Joinville som tillhör arrondissementet Saint-Dizier. År 2022 hade Rupt 351 invånare.

## Befolkningsutveckling
Antalet invånare i kommunen Rupt
| Referens: INSEE |